# Едвард Арламовський
Е́двард Арламо́вський (пол. Edward Arłamowski; 26 серпня 1909, Бохня, сучасне Малопольське воєводство — 25 квітня 1979) — польський шахіст, шаховий композитор, літератор і бібліофіл. Доктор права (1945). Національний майстер (1949), віце-чемпіон Польщі з шахів 1951 року. Арбітр ІКЧФ (1973).

## Життєпис
Випускник бохнянської гімназії ім. Короля Казимира Великого. Адвокат за фахом. 1945 року в Ягеллонському університету в Кракові захистив докторську дисертацію з права під назвою «Чи існує правовий захист шахової гри на підставі закону про авторське право від 29.III.1926 року?». Це чи не єдина у світі дисертація з юридичних наук, присвячена шахам.
Належав до грона найсильніших шахістів Кракова 1930-х і 1940-х років. 1931 і 1938 року здобув чемпіонство Краківського клубу шахістів. 1935 року став чемпіоном Сілезії. Наступного року в Ченстохові у відбірковому турнірі до чемпіонату Польщі 1936 року посів 4-те місце, тоді як перепустки у фінал отримала перша трійка (Адам Шпіро, Ісаак Шехтер і Едвард Герстенфельд). Неодноразово виступав за краківські команди в командній першості Польщі. У 30-х роках плідно працював над шаховою проблемістикою, опублікував 190 задач (переважно дво- і триходівки). 23 із них отримали нагороди та відзнаки в міжнародних конкурсах. Серед журналів і газет, де виходили друком його задачі: «The British Chess Magazin», «Evening Standard», «The Grantham Journal», «Chess», «Deutsche Schachblätter», «Neue Leipziger Zeitung», «Deutsche Schachzeitung» і «Die Schwalbe». Вів шахові розділи в часописах «Polska Zachodnia» (1933—1937) та «Dziennik Bydgoski» (від 1931). Член редколегії «Польського шахіста», який у 1946—1947 роках видавав Краківський клуб шахістів.
Учасник чемпіонатів країни 1948, 1949, 1950, 1951 і 1954.
Одна з найвідоміших партій Арламовського — це мініатюра Керес — Арламовський, зіграна на турнірі пам'яті Пшепюрки в Щавно-Здруй 1950 року. Гра обійшла чимало шахових часописів і є однією з найкоротших партій у міжнародних турнірах, які закінчилися чистим матом: e4 c6 2. d4 d5 3. Кc3 de 4. К:e4 Кd7 5. Фe2 Кgf6?? 6. Кd6×! Подейкують, що Керес встав і прогулювався біля столика, коли побачив як помилився Арламовський. Зазвичай замкнутий і джентльменський, естонський гросмейстер не стримався, протягнув руку через плече суперника й, зробивши вирішальний хід, оголосив: «Мат!». На цьому міжнародному турнірі із сильним складом поляк виступив невдало, посів 19-те місце серед 20 учасників, а найбільшим успіхом стала нічия з Яном Фолтисом.
Мав одну з найбільших у Польщі шахових бібліотек (3 тисячі томів), яку заповів Ягеллонській бібліотеці.